# Gran Turismo (Film)
Gran Turismo ist ein US-amerikanischer Motorsportfilm von Regisseur Neill Blomkamp, der am 10. August in die deutschen und am 25. August 2023 in die US-amerikanischen Kinos kam. Es handelt sich als Adaption der gleichnamigen Spieleserie um eine Verfilmung der Lebensgeschichte des Rennfahrers Jann Mardenborough, der von Archie Madekwe verkörpert wird. In weiteren Hauptrollen sind David Harbour und Orlando Bloom zu sehen.

## Handlung
Der Teenager Jann Mardenborough lebt mit seiner Familie im walisischen Cardiff. Sein Vater Steve war einst ein erfolgreicher Profifußballer und versucht nun, auch seine Kinder dem Profisport näherzubringen, kann allerdings nur seinen ältesten Sohn Coby für Fußball begeistern. Jann verfolgt hingegen den Traum, eines Tages ein erfolgreicher Autorennfahrer zu werden, und finanziert mit einem Minijob in einem Bekleidungsgeschäft sein teures Hobby: das PlayStation-Spiel Gran Turismo. Steve ist von den Interessen seines Sohnes nur wenig begeistert und versucht Jann immer wieder, ein Studium nahezulegen, da er sich um die Zukunft seines Sohnes Sorgen macht.
In Tokio stellt der Marketing-Manager Danny Moore seinem Arbeitgeber Nissan einen Plan vor, wie den seit Jahren rückgängigen Verkaufszahlen von Neuwagen entgegengewirkt werden kann. Zur Erschließung neuer Absatzmärkte strebt er dabei die Erschaffung der GT Academy an, bei der Gran-Turismo-Spieler die Möglichkeit erhalten sollen, echte Rennwagen zu steuern und im Profirennsport Fuß zu fassen. Als verantwortlichen Ingenieur engagiert Moore den ehemaligen Rennfahrer Jack Salter, der zuletzt im Dienst des Nachwuchsfahrers Nicholas „Nick“ Capa stand, sich mit dem reichen Jungen allerdings überworfen hatte.

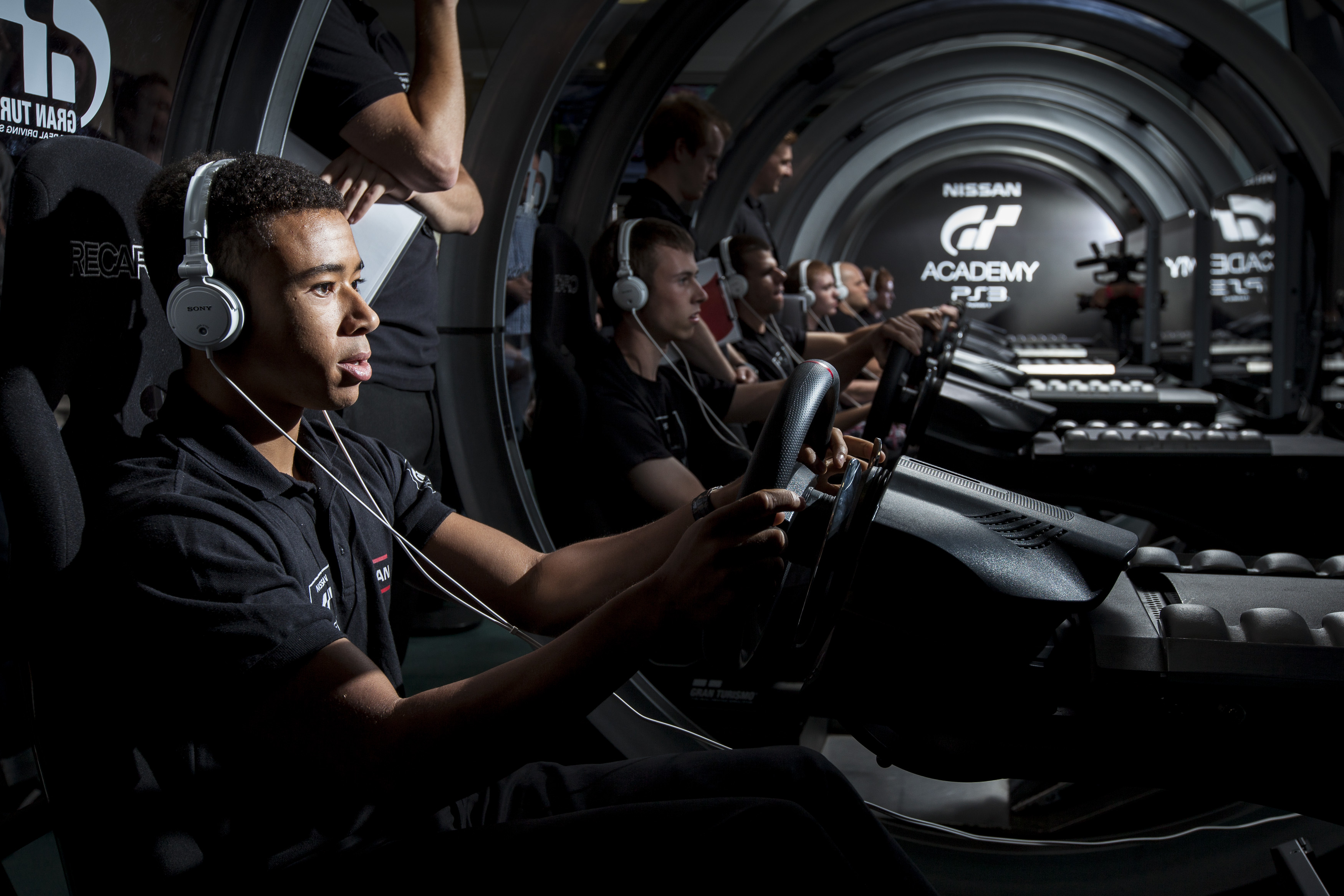
Jann Mardenborough in der GT Academy (2013)

Als einer der besten Gran-Turismo-Spieler im Vereinigten Königreich erhält Jann eine Einladung, an einem virtuellen Rennen teilzunehmen. Der junge Gamer kann sich dabei gegen zahlreiche Konkurrenten durchsetzen, das Rennen auf dem ersten Platz abschließen und sich so für die GT Academy qualifizieren. Auf dem Silverstone Circuit trifft er auf seine neun Mitstreiter, die in verschiedenen Challenges gegeneinander antreten und von Salter auf fünf Teilnehmer reduziert werden. Jann muss vor Ort seine Videospiel-Kenntnisse auf reale Autos übertragen und kann sich schließlich für das finale Rennen qualifizieren, das er im Fotofinish knapp vor Matty Davis gewinnt. Moore ist mit der Platzierung zunächst nicht einverstanden und möchte stattdessen Davis aufgrund dessen größerer Medienkompetenz zum Gewinner ausrufen, doch Salter besteht auf den Sieg des eher schüchternen und zurückhaltenden Jann.
Nissan erklärt sich bereit, Jann zu sponsern und ihm ein Team zu stellen, sollte er bei einem von sieben GT1-Rennen mindestens den vierten Platz erreichen und so seine FIA-Lizenz erhalten. Bereits bei seinem ersten Rennen auf dem Red Bull Ring in Spielberg belegt Jann zwischenzeitlich ebendiesen vierten Platz, wird von Nick Capa jedoch von der Strecke gedrängt und kommt schließlich als Letztplatzierter ins Ziel. Bei den anschließenden fünf Rennen kann sich der angehende Rennfahrer zwar fortlaufend verbessern, allerdings noch keine Top-4-Platzierung vorweisen. Janns letzte Hoffnung bleibt das finale Rennen im Dubai Autodrome, das er schließlich auf dem vierten Platz beendet, wodurch er in Japan seine FIA-Lizenz vom Gran-Turismo-Spieleentwickler Kazunori Yamauchi überreicht bekommt.
Bereits bei seinem ersten Rennen als professioneller Rennfahrer verunglückt Jann auf der Nordschleife des Nürburgrings und wird mit leichten Verletzungen ins Krankenhaus eingeliefert. Da bei dem Unfall auch ein Zuschauer ums Leben kam, macht sich Jann fortwährend schwere Vorwürfe, auch wenn Salter ihm stets versichert, keine Schuld am Unglück zu haben. Trotzdem wittern die anderen Rennfahrer ihre Chance, den unbeliebten Gamer loszuwerden, und stellen einen Ausschlussantrag aufgrund von Sicherheitsbedenken. Jann wird von offizieller Seite zwar schuldfrei gesprochen, doch Nissan überlegt aufgrund der Vorkommnisse, die GT Academy wieder einzustellen.
Um den Ruf von Jann und des Projektes wiederherzustellen, beschließt Moore, ein Team aus ehemaligen GT-Academy-Absolventen beim 24-Stunden-Rennen von Le Mans an den Start zu schicken. Zu Janns Teamkollegen zählen Matty Davis und Antonio Cruz, die sich jeweils in 3-Stunden-Schichten abwechseln sollen. Als früh während des Rennens der Fahrer Frederik Schulin verunglückt, wird auch Jann an seinen traumatischen Unfall erinnert und fällt im Fahrerfeld weit zurück. Salter kann ihn zwar beruhigen, während Matty und Antonio in den folgenden Stunden den Rückstand aufholen, doch für einen Podestplatz muss Jann in der letzten Runde an Nick Capa vorbeiziehen. Zwischen beiden Fahrern kommt es zu einem Fotofinish, aus dem Jann, Matty und Antonio als Drittplatzierte hervorgehen.

## Produktion

### Entstehung und Besetzung

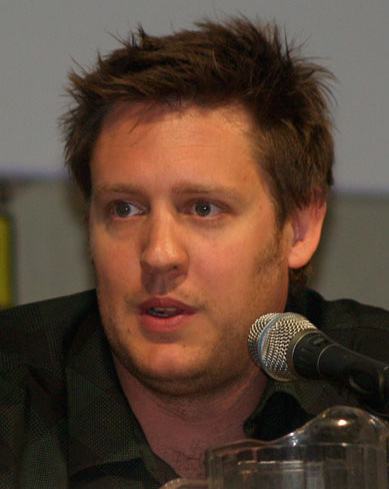
Regisseur Neill Blomkamp

Erste Pläne für eine Filmadaption der Videospiel-Reihe Gran Turismo von Sony reichen bis ins Jahr 2013 zurück, als die Produzenten Michael De Luca und Dana Brunetti für das Projekt engagiert wurde. Zu diesem Zeitpunkt war die Spieleserie mit über 70 Millionen verkauften Kopien das erfolgreichste Franchise von PlayStation. Noch im selben Jahr verpflichtete Columbia Pictures Alex Tse als Drehbuchautor, während sich Kevin Spacey als Produzent der Verfilmung anschloss. Im Jahr 2015 wurde der Regieposten mit Joseph Kosinski besetzt, ehe Jon und Erich Hoeber als neue Drehbuchautoren engagiert wurden. Anfang 2018 äußerte sich der Gran-Turismo-Schöpfer Kazunori Yamauchi schließlich, dass die Entwicklung der Filmadaption nicht vorankomme. In den Folgejahren wurden Umsetzungspläne maßgeblich durch die COVID-19-Pandemie behindert.
Nach dem finanziellen Erfolg der Videospielverfilmung Uncharted starteten Sony Pictures und PlayStation Productions im Mai 2022 einen neuen Anlauf einer Gran-Turismo-Adaption. Diese sollte nun auf der realen Lebensgeschichte des Rennfahrers Jann Mardenborough basieren, nachdem man zuvor Pläne für eine fiktive Erzählung aufgrund mangelnder Realitätsnähe und fehlender Emotionalität verworfen hatte. Als Regisseur fungierte Neill Blomkamp, der sich zur Vorbereitung mit den Rennfilmen Le Mans 66 – Gegen jede Chance und Le Mans vertraut machte. Das Drehbuch wurde von Jason Dean Hall und Zach Baylin geschrieben, während Dana Brunetti, Asad Qizilbash, Carter Swan und Doug Belgrad als Produzenten tätig waren.
Die Hauptrolle des jungen Gran-Turismo-Spielers und angehenden Rennfahrers Jann Mardenborough wurde im September 2022 mit Archie Madekwe besetzt. Fast zeitgleich schlossen sich auch David Harbour als dessen pensionierter Mentor und Mechaniker Jack Salter, Orlando Bloom als Motorsport-Funktionär Danny Moore und Darren Barnet als konkurrierender Rennfahrer Matty Davis der Besetzung an. Blooms Rolle basiert dabei auf dem britischen Unternehmer Darren Cox, dem Gründer der GT Academy. Janns Eltern Steve und Lesley wurden im November 2022 mit Djimon Hounsou und Geri Halliwell besetzt; sein Bruder Coby mit Daniel Puig. Gleichzeitig verpflichtete man Josha Stradowski für die Rolle des konkurrierenden Fahrers Nicholas Capa und Thomas Kretschmann als dessen Vater Patrice. Ende des Jahres wurde die Besetzung durch Maeve Courtier-Lilley, Emelia Hartford, Pepe Barroso, Sang Heon Lee, Maximilian Mundt, Mariano González, Harki Bhambra, Lindsay Pattison, Théo Christine und Nikhil Parmar vervollständigt.

### Dreharbeiten und Filmmusik

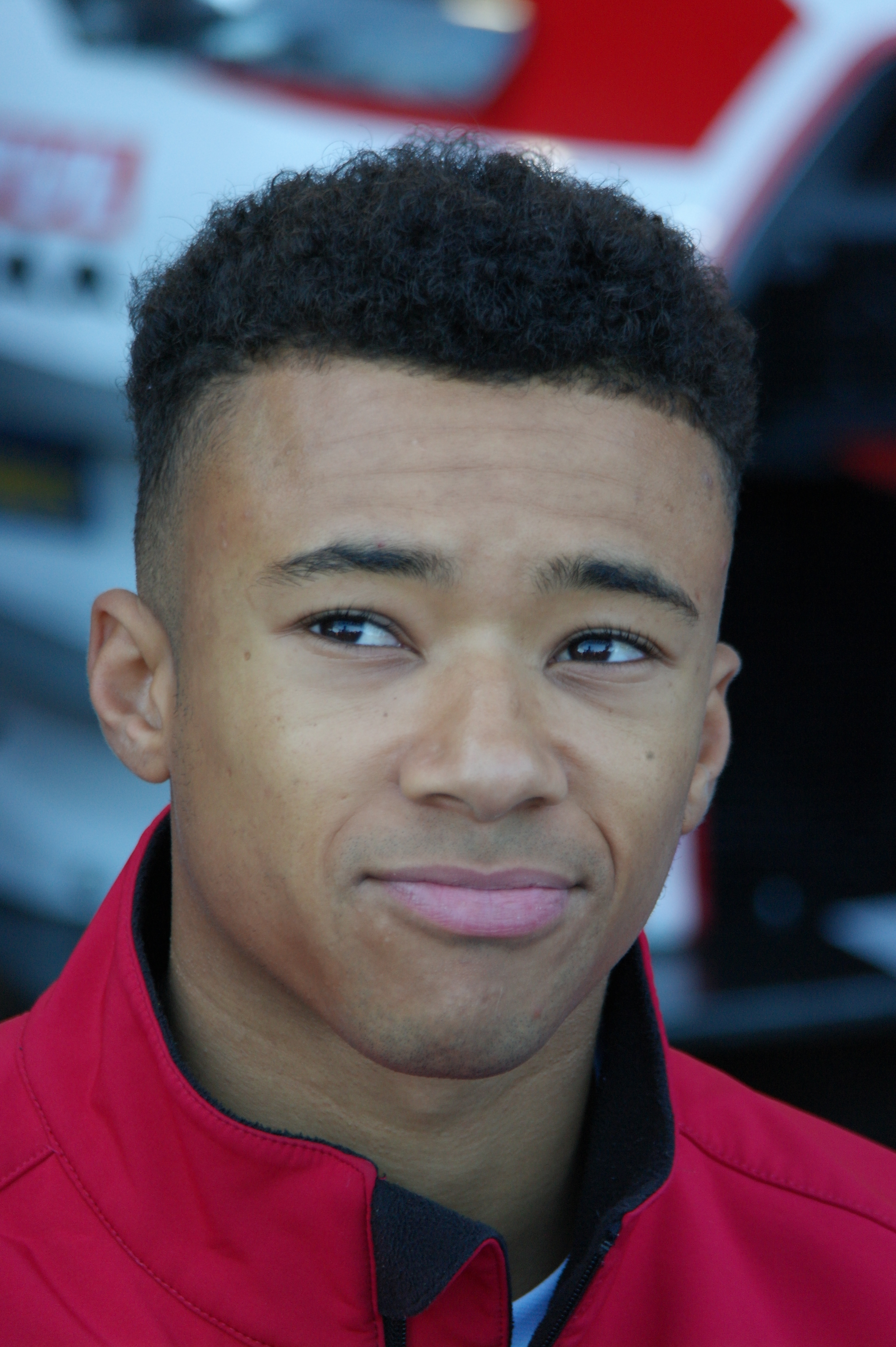
Jann Mardenborough war als Stuntfahrer für Gran Turismo tätig.

Die Vorproduktion begann im Juni 2022 in Ungarn, ehe die siebenwöchigen Filmaufnahmen im mitteleuropäischen Land ab dem 12. November bis Ende Dezember 2022 mit Kameramann Jacques Jouffret erfolgten. Da man seitens der Produktion kein „CGI-Feuerwerk“ im Stile von Fast & Furious, sondern realistischere Action wie bei Top Gun: Maverick erschaffen wollte, wurde auf verschiedenen Rennstrecken auf der ganzen Welt gedreht. Insbesondere der Hungaroring nahe Budapest wurde als Drehort für viele Rennszenen genutzt und fungierte unter anderem als Kulisse für Le Mans; weitere Aufnahmen entstanden auf dem Red Bull Ring in Spielberg, dem Slovakiaring und im Dubai Autodrome. Da Hauptdarsteller Archie Madekwe für einige Szenen seinen Nissan GT-R selbst steuern sollte, musste der Schauspieler in Vorbereitung auf die Dreharbeiten innerhalb eines Monats seinen Führerschein machen. Auch die Videospiel-Szenen wurden digital nicht nachbearbeitet, weshalb Madekwe ebenso Gran-Turismo-Erfahrung sammeln musste.
Für die Rennszenen kam ein Kamerasystem zum Einsatz, bei dem mit bis zu zwanzig Kameraautos, Kamerakränen und Drohnen zeitgleich gedreht wurde. Allein in und an den Rennwagen waren bis zu zehn Kameras platziert, darunter drei umgebaute Venice-2-Kameras direkt im Cockpit. Für Nahaufnahmen von Hauptdarsteller Madekwe kam ein Stuntauto zum Einsatz, das von einem zweiten Stuntfahrer vom Dach aus gesteuert wurde. Bei Rennaufnahmen aus der Vogelperspektive fungierte hingegen der echte Jann Mardenborough – auch ein technischer Berater des Films – als Stunt-Double für Madekwe. Insgesamt kamen für die Filmaufnahmen rund 30 echte und zum Teil modernisierte Rennwagen zum Einsatz, wobei LMP3-Wagen als vermeintliche LMP2-Autos genutzt wurden. Zur visuellen Darstellung des Videospielcharakters setzte Kameramann Jouffret auf aus der Spieleserie bekannte Kameraeinstellungen, so etwa eine Third-Person-Perspektive.
Die Filmmusik komponierten Lorne Balfe und Andrew Kawczynski, nachdem zuvor Stephen Barton für diesen Posten vorgesehen war. Das aus 17 Musikstücken bestehende Soundtrack-Album wurde am 11. August 2023 digital durch Sony Masterworks veröffentlicht.

### Marketing und Veröffentlichung
Erstes Bildmaterial wurde Anfang Januar 2023 veröffentlicht. Ein erster Trailer zum Film wurde Ende April 2023 exklusiv auf der CinemaCon ausgestrahlt, ehe er am 2. Mai 2023 auch im Internet veröffentlicht wurde. Ein zweiter Trailer folgte am 20. Juli 2023. Die Weltpremiere erfolgte bereits vier Tage früher auf dem Micheaux Film Festival in Los Angeles.
Ursprünglich sollte Gran Turismo am 11. August 2023 in den Vereinigten Staaten veröffentlicht werden. Im Zuge des Streiks der Schauspielergewerkschaft SAG-AFTRA standen die Schauspieler jedoch für die Promotion des Films nicht zur Verfügung, sodass stattdessen an zwei Wochenenden Sneak Previews gezeigt wurden. Am 25. August 2023 kam der Film schließlich in die US-amerikanischen Kinos. Der Kinostart in Deutschland wurde für den 10. August 2023 beibehalten, wobei im Vorfeld ebenfalls Sneak Previews erfolgten.
Der digitale Heimkinostart erfolgte in den Vereinigten Staaten am 26. September 2023, ehe der Film am 7. November 2023 auch auf DVD und Blu-ray erschien.

## Synchronisation
Die deutschsprachige Synchronisation entstand nach einem Dialogbuch von Tobias Neumann und unter der Dialogregie von Manuel Straube bei Iyuno Germany.
| Rolle                | Darsteller            | Synchronsprecher     |
| -------------------- | --------------------- | -------------------- |
| Jann Mardenborough   | Archie Madekwe        | Patrick Roche        |
| Jack Salter          | David Harbour         | Peter Flechtner      |
| Danny Moore          | Orlando Bloom         | Matthias Deutelmoser |
| Steve Mardenborough  | Djimon Hounsou        | Tommy Morgenstern    |
| Lesley Mardenborough | Geri Halliwell        | Marion Musiol        |
| Nicholas „Nick“ Capa | Josha Stradowski      | Tim Schwarzmaier     |
| Patrice Capa         | Thomas Kretschmann    | Marcus Off           |
| Audrey               | Maeve Courtier-Lilley | Victoria Frenz       |
| Persol               | Nikhil Parmar         | Patrick Keller       |
| Matty Davis          | Darren Barnet         | Jeremias Koschorz    |
| Antonio Cruz         | Pepe Barroso          | Tim Knauer           |
| Leah Vega            | Emelia Hartford       | Jodie Blank          |
| Akira Akiba          | Akie Kotabe           | Rainer Fritzsche     |
| Jack Man Jones       | Jamie Kenna           | Matthias Klages      |

## Rezeption

### Altersfreigabe
In den Vereinigten Staaten erhielt Gran Turismo von der MPA aufgrund von intensiver Action und der Sprache ein PG-13-Rating. In Deutschland vergab die FSK eine Freigabe ab 12 Jahren. In der Freigabebegründung heißt es, die Geschichte sei geradlinig erzählt und konzentriere sich auf den sympathischen, als verantwortungsvoll gezeichneten jungen Protagonisten, dessen Hintergrund in ausführlichen ruhigen Passagen geschildert werde. Die positive Stimmung des Films biete dabei ausreichend emotionalen Halt, damit mit den spannenden sowie wirkmächtig inszenierten Rennszenen und ihrer Dramatik umgegangen werden könne.

### Kritiken
Erste Kritikerstimmen bezeichneten Gran Turismo als „solide Videospielverfilmung“, die insbesondere mit einem guten Erzähltempo und den leidenschaftlichen Darbietungen der beiden Hauptdarsteller Archie Madekwe und David Harbour bestechen könne. Ebenso wurde mehrheitlich die wirkungsvolle Kameraarbeit gelobt, die es auf kreative Weise schaffe, die Videospiele auch auf der großen Leinwand zu visualisieren.
Bei Rotten Tomatoes konnte Gran Turismo 65 % der 225 gelisteten Kritiker überzeugen und erhielt dabei eine durchschnittliche Bewertung von 6,1 von 10 Punkten. Als zusammenfassendes Fazit zieht die Seite, zwar handle es sich um einen insgesamt soliden Feel-Good-Underdog-Rennfilm, doch die Macher hätten sich bei der Wiedergabe der zugrundeliegenden wahren Geschichte einige Freiheiten genommen, was das actionreiche Drama zum Teil untergrabe. Bei Metacritic erhielt der Film basierend auf 47 Kritiken einen Metascore von 48 von 100 möglichen Punkten.
Ein positives Fazit zieht Christian Zilko in seiner Filmkritik für IndieWire und urteilt, auch wenn es sich bei Gran Turismo um eine neue Art der Vermarktung von Videospielen und einen Sony-Werbespot in Spielfilmlänge handle, falle es dem Publikum leicht, von den atemberaubenden Rennsequenzen mitgerissen zu werden. Die Adaption sei eben keine klassische Videospielverfilmung, sondern eine Hommage an Gran-Turismo-Spieler und die Nacherzählung einer der verrücktesten Sportgeschichten der jüngeren Vergangenheit. Der Werbecharakter gerate dabei zwar nie in den Hintergrund, doch die letzten anderthalb Stunden seien vielleicht der beste Sportfilm des Jahrzehnts, mit gekonntem Spektakel inszeniert und voller triumphaler Momente. So sei Gran Turismo jener Film, der entstehe, wenn talentierte Filmemacher fast schon lächerliche Projekte übernehmen und großartige Arbeit leisten würden. Regisseur Neill Blomkamp beweise dabei, dass beeindruckende Handwerkskunst auch in künstlerisch kargen Umgebungen entstehen könne.
Überaus wohlwollend steht auch die Filmkritikerin Antje Wessels Gran Turismo gegenüber, für die sich der Film vom Beigeschmack eines überlangen Werbespots zwar nicht vollends freimachen könne, trotzdem aber hervorragend funktioniere. Nicht nur handle es sich für sie um eine klassische Heldengeschichte, sondern ebenso um ein Sportler-Biopic, dessen Erzählung mit all ihren Höhen und Tiefen altbekannten Pfaden folge. Die Handlung sei dabei zwar oftmals vorhersehbar, doch das Gezeigte habe den notwendigen emotionalen Input, um den Zuschauern einen zweistündigen, perfekt durchchoreografierten Rennrausch zu bescheren. Von der Handschrift von Regisseur Neill Blomkamp sei aber kaum noch etwas zu sehen; vielmehr erinnere der Film mit seinen Inszenierungsmechanismen, der Aufsteigerstory und einer großen Portion Pathos an Top Gun: Maverick, auch wenn er dem Publikum eher auf Augenhöhe begegne, anstatt in der Vergangenheit zu schwelgen. Hauptdarsteller Archie Madekwe verkörpere dabei den schüchternen Nerd Jann Mardenborough glaubhaft und stelle so eine ideale, sympathische Identifikationsfigur dar. Die gezeigten Vater-Sohn-Konflikte seien hingegen kaum mehr als Plattitüden, während durch das leidenschaftlich dargebotene Mentor-Schüler-Verhältnis zu David Harbour ein Großteil der Emotionen des Films entstehe.
Enttäuscht zeigt sich Ryan Gilbey vom Guardian, für den der Film eine superlangweilige Ode an Produktplatzierungen sei, die selten so persistent oder erschütternd wie in Gran Turismo waren. Das von Jason Dean Hall und Zach Baylin geschriebene Drehbuch besitze kaum Tiefe, Regisseur Neill Blomkamp habe Schwierigkeiten, selbst die einfachsten Dialoge zu inszenieren, und bei Nebendarstellern wie Orlando Bloom oder Geri Halliwell fehle es an Schauspieltalent. Einziger Lichtblick in der Besetzung sei David Harbour, während der aus sich wiederholenden Aufnahmen bestehende Film erst bei Unfällen oder der Fehlbarkeit von Figuren etwas zum Leben erwache. Einzelne Aufnahmen, in denen sich die Karosserie um Jann materialisiere, würden zwar zeigen, wie der Film hätte sein können, wäre man mehr auf die Visualisierung der zugrundeliegenden Videospiele eingegangen, doch so sei Gran Turismo selbst nur die Simulation eines Kinofilms.
Mehrere Kritiker warfen Gran Turismo vor, einen realen Unfall von Jann Mardenborough auf dem Nürburgring im Jahr 2015, bei dem ein Zuschauer ums Leben kam, für den Film zu instrumentalisieren. Insbesondere die zeitliche Vorverlegung des Zwischenfalls um zwei Jahre, wodurch Jann im Film aus dem Unfall neue Motivation schöpfen und schließlich einen Podestplatz beim 24-Stunden-Rennen von Le Mans erreichen kann, wurde als verwerflich kritisiert und verurteilt.

### Einspielergebnis
Am Startwochenende konnte Gran Turismo in 30 internationalen Märkten rund 10,7 Millionen US-Dollar einspielen. In den Vereinigten Staaten erreichte der Film in den ersten Tagen nach Veröffentlichung mit einem Einspielergebnis von 17,3 Millionen US-Dollar die Spitzenposition der US-amerikanischen Kino-Charts. Die weltweiten Einnahmen aus Kinovorführungen belaufen sich auf 121,9 Millionen US-Dollar, von denen Gran Turismo allein 44,4 Millionen im nordamerikanischen Raum erwirtschaften konnte. Damit konnte der Film sein auf rund 60 Millionen US-Dollar geschätztes Budget an den Kinokassen wieder einspielen. In Deutschland verzeichnete Gran Turismo insgesamt 404.368 Kinobesucher.

### Auszeichnungen
Black Reel Awards 2024
- Nominierung als Bester Nachwuchsdarsteller (Archie Madekwe)[49]

Golden Reel Awards 2024
- Nominierung für den Besten Tonschnitt – Effekte und Foley[50]